# Дворце
Дво̀рце (на македонска литературна норма: Дворце; на албански: Dvorci) е село в северната част на Северна Македония, в Община Сарай. Разположено е на десния бряг на Вардар в клисурата Дервент преди реката да излезе в Скопското поле.

## История
Според преброяването от 2002 година Дворце има 249 жители албанци.